# 道の駅神戸フルーツ・フラワーパーク大沢
道の駅神戸フルーツ・フラワーパーク大沢（みちのえき こうべフルーツ・フラワーパークおおぞう）は、神戸市北区大沢町にある、花と果実の道の駅である。

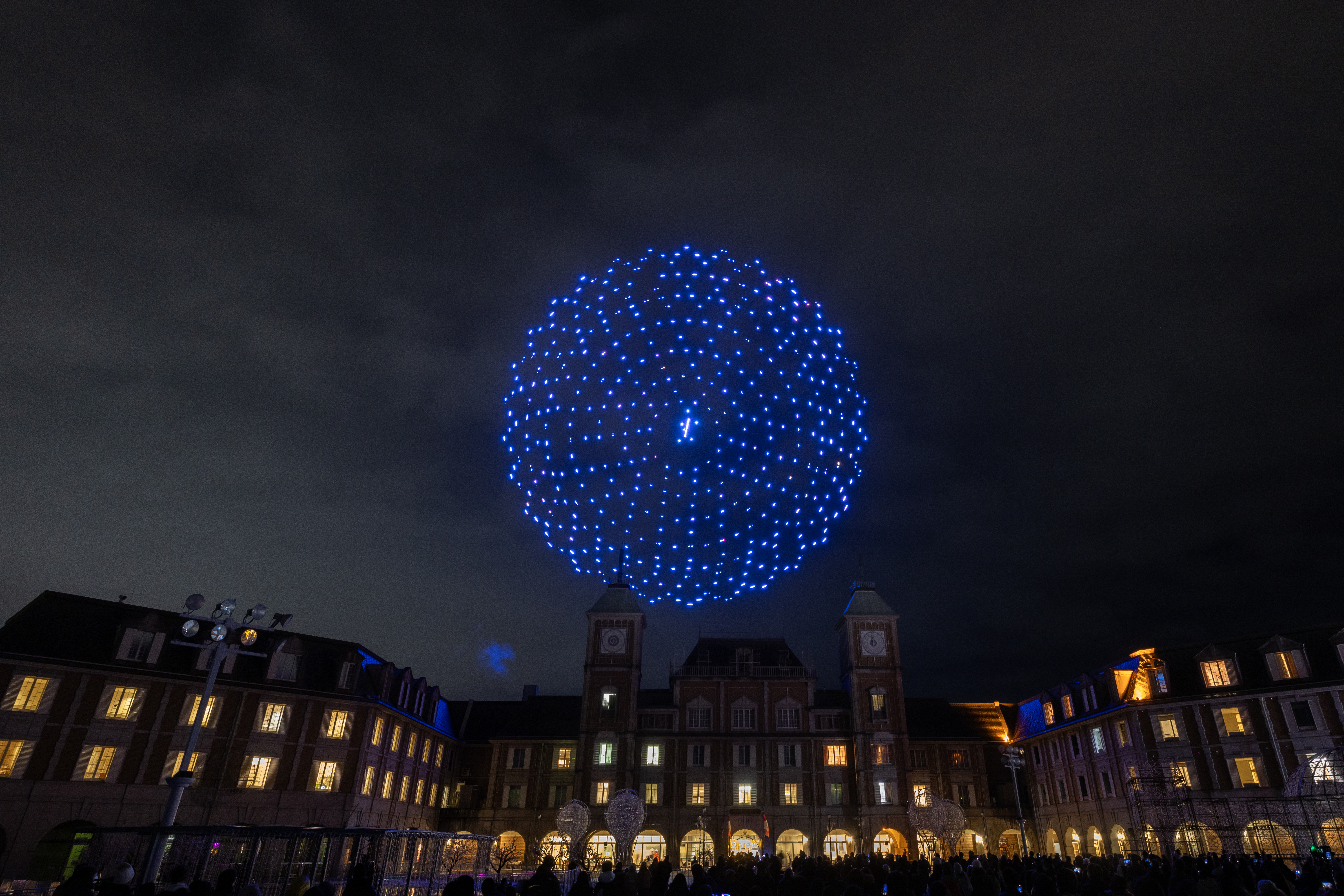
「神戸イルミナージュ」とのコラボレーションによる、RED CLIFF ART LABEL ショーケース「MANI MANI（間に間に）」及び2025機のドローンによるドローンショープロジェクト「REDCLIFF COUNTDOWN DRONE SHOW 2025」の様子。

## 概要
100haの敷地（甲子園球場9個分の広さ）内に、ホテル「フルーツ・フラワー」、天然温泉「茜の湯」をはじめ、9種類の湯が楽しめるバーデハウス、国産黒毛和牛の本格的なバーベキューを1500名が一度に楽しめるバーベキュー場、果樹園 (8月 - 11月に果樹のもぎ取りが可能) 、プール (夏季のみ) 、収容人数600名を誇る神戸モンキーズ劇場、遊園地、ゴーカート場、パターゴルフ場、地元野菜などが楽しめる、FARM CIRCUSなどが設けられている。
冬期は夜間に「神戸イルミナージュ」というイルミネーションが行われ、プロジェクションマッピングを使用した演出のほか、神戸モンキーズ劇場での夜間公演「ヒカリのモンキーショー」や、大道芸などで賑わう。
運営については、神戸市の委託を受け「株式会社神戸ワイン」が行っていたが、2014年（平成26年）4月からは「一般財団法人神戸みのりの公社」が担当することとなった。なお、株式会社神戸ワインについては債務超過により、2014年7月1日から特別清算が開始されている。
2017年（平成29年）3月30日に道の駅「神戸フルーツ・フラワーパーク大沢」として生まれ変わり、新たにFARM CIRCUSが誕生した。

## 道の駅施設
- 駐車場
  - 普通車 630台
  - 大型車 15台
  - 身障者用 15台
- トイレ
  - 男 34器
  - 女 23器
  - 身障者用 10器
- EV充電器
- インフォメーション

## 沿革
- 1993年（平成5年）4月20日 - 開園
- 2017年（平成29年）3月30日 - 道の駅 神戸フルーツフラワーパーク大沢となり、FARM CIRCUSが同時にオープン

## 所在地
- 神戸市北区大沢町上大沢2150

## 開園時間
- 午前9時 - 午後5時
- 年中無休。ただし2月の施設点検期間は除く。

## アクセス
- 神戸と三田を結ぶ神姫バスの三田特急線が停車する。
- 三田駅から無料送迎バス（ホテル宿泊者専用）。